# Santa Catarina Zapoquila
Santa Catarina Zapoquila là một đô thị thuộc bang Oaxaca, México. Năm 2005, dân số của đô thị này là 407 người.